# Àlope (Tessàlia)
|  | Per a altres significats, vegeu «Àlope». |

Àlope (en grec antic Αλόπη) era una antiga ciutat de Tessàlia al districte de Ftiotis que Homer menciona al "Catàleg de les naus" a la Ilíada.
Esteve de Bizanci la situa entre Larissa Cremaste i Equinos, tot i que hi va haver una llarga discussió entre els autors antics per establir si aquesta ciutat era la mateixa que Homer cita a la Ilíada.
Estrabó distingeix altres dues ciutats amb el nom d'Àlope, una a la Lòcrida Ozòlia i una altra a la Lòcrida Epicnèmida, i afegeix que la ciutat de la que parla Homer era la de la Lòcrida Epicnèmida.
Apol·loni de Rodes diu que Àlope era el lloc de naixement de tres argonautes, Etàlides, Equíon i el seu germà bessó Èurit.